# Adscita schmidti
Adscita schmidti is een vlinder uit de familie bloeddrupjes (Zygaenidae). De wetenschappelijke naam is voor het eerst geldig gepubliceerd in 1933 door Naufock.
De soort komt voor in Europa.